# Frelinghien
Frelinghien é uma comuna francesa na região administrativa de Altos da França, no departamento do Norte. Estende-se por uma área de 11.27 km². Em 2010 a comuna tinha 2 451 habitantes (densidade: 217,5 hab./km²).